# Zoran Mihailović
Zoran Mihailović (serbisch-kyrillisch Зоран Михаиловић; * 2. Juni 1996 in Šabac) ist ein serbischer Fußballspieler.

## Karriere
Mihailović wechselte er im Januar 2015 vom FK Brodarac zum Erstligisten FK Jagodina. Sein Debüt in der SuperLiga gab er im April 2015, als er am 24. Spieltag der Saison 2014/15 gegen den FK Voždovac in der 75. Minute für Aleksandar Filipović eingewechselt wurde. Bis Saisonende kam er zu sechs Erstligaeinsätzen. Nach weiteren elf Einsätzen bis zur Winterpause 2015/16 wurde er im Januar 2016 an den Zweitligisten FK Sloga Petrovac na Mlavi verliehen. Für Sloga kam er bis zum Ende der Leihe zu fünf Einsätzen in der Prva Liga.
Zur Saison 2016/17 kehrte er nicht mehr nach Jagodina zurück, sondern wechselte fest zum Zweitligisten FK Kolubara. Für Kolubara absolvierte er acht Zweitligapartien, in denen er zwei Tore erzielte. Mit dem Klub stieg er allerdings zu Saisonende aus der Prva Liga ab. Daraufhin schloss Mihailović sich zur Saison 2017/18 dem Zweitligisten FK Proleter Novi Sad an. Für Proleter kam er in seiner ersten Spielzeit zu zwölf Zweitligaeinsätzen und stieg mit dem Klub zu Saisonende in die SuperLiga auf. Nach dem Aufstieg wurde er zur Saison 2018/19 an den Zweitligisten FK Sloboda Užice verliehen. Für Sloboda absolvierte er während der halbjährigen Leihe 15 Zweitligapartien. In der Winterpause wurde die Leihe vorzeitig beendet und der Stürmer wechselte fest zum Zweitligisten OFK Žarkovo. Für Žarkovo spielte er achtmal.
Zur Saison 2019/20 wechselte er innerhalb der Liga zum FK Zemun. Nach nur zwei Einsätzen für Zemun verließ er den Verein bereits im August 2019 wieder und kehrte zum unterklassigen FK Brodarac zurück. Nach der Saison 2019/20 verließ er Brodarac. Nach einem halben Jahr ohne Verein schloss er sich im Februar 2020 dem FK Mačva 1929 Bogatić an. Zur Saison 2021/22 wechselte Mihailović zum österreichischen Regionalligisten SC Wiener Viktoria. Für die Viktoria kam er zu 46 Einsätzen in der Regionalliga, ehe er den Verein nach der Saison 2022/23 verließ. Nach einem Halbjahr ohne Verein wechselte er im Januar 2024 zum Ligakonkurrenten Favoritner AC. Für diesen lief er 13 Mal auf.
Zur Saison 2024/25 wechselte Mihailović weiter innerhalb der Ostliga zum FC Marchfeld Donauauen. Für diesen erzielte er 13 Tore in 28 Ostligaeinsätzen. Zur Saison 2025/26 schloss er sich dem Ligakonkurrenten SV Horn an.